# Chrysosporium undulatum
Chrysosporium undulatum är en svampart som beskrevs av P. Vidal, Guarro & Ulfig 1999. Chrysosporium undulatum ingår i släktet Chrysosporium och familjen Onygenaceae.   Inga underarter finns listade i Catalogue of Life.